# Torsten Undén

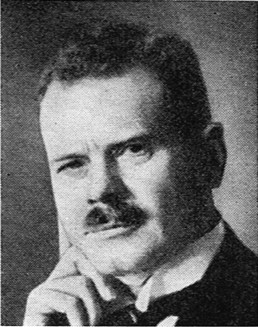
Torsten Undén

Ulf Torsten Undén, född 14 april 1877 i Vetlanda, Jönköpings län, död 5 juni 1962 i Stockholm, var en svensk diplomat.

## Biografi
Undén avlade filosofie kandidatexamen i Uppsala 1902 och blev attaché vid generalkonsulatet i Hamburg 1902–1904. Han avlade kansliexamen i Lund 1904, hovrättsexamen 1905 och var tillförordnad vice konsul i Hamburg 1905. Undén var tillförordnad förste sekreterare i Utrikesdepartementet (UD) 1906, vicekonsul i New York 1908 och tillförordnad legationssekreterare i Washington 1908. Han var verksam i konsulatrådet vid legationen i Berlin 1909 och sakkunnig vid omorganisationen av diplomat- och konsultväsendet 1912–1913. Undén var generalkonsul i Hamburg 1913, ledamot av statens handelskommission 1917–1918, medlem av kommittén för omorganisation av Utrikesdepartementet samt Sveriges representation i utlandet 1918–1921, tillförordnad chef för UD:s personal- och administrativa avdelning 1919–1921 och tillförordnad chef för rättsavdelningen 1921. Han blev sändebud i disponibilitet samma år, tillförordnad envoyé i Riga och Reval samma år, även i Kovno 1922, envoyé å extra stat i Riga, Reval och Kovno 1924, envoyé i Wien, Budapest, och Belgrad 1928, i Budapest och Belgrad 1938, endast i Budapest 1939–1942 och delegationen för handelsförhandlingar med Ungern 1942.
Undén var son till apotekaren Viktor Undén (1844–1923) och Beata Kaijser (1854–1944). Han gifte sig 1918 med Gerda von Paraski (1888–1987), dotter till kapten Albin von Paraski och Cyerda von Manteuffel. Han var bror till utrikesminister Östen Undén, överingenjör Hans Undén, bankdirektör Göran Undén, Bo Håkan Undén, Elsa Undén, Margaretha ("Greta") Gullström och Marta Undén-Lundgren.
Torsten Undén är begravd på Västra kyrkogården i Karlstad.

## Utmärkelser
Undéns utmärkelser:
- Minnestecken med anledning av Konung Gustaf V:s 70-årsdag (GV:sJmt)
- Kommendör av Vasaorden (KVO)
- Storkorset av Jugoslaviska Sankt Savaorden (StkJugS:tSO)
- Storkorset av Lettiska Tre stjärnors orden (StkLettSO)
- Storkorset av Litauiska Gediminas orden (StkLitGedO)
- Storkorset av Österrikiska Hederstecknet (StkÖHT)
- Storofficer av Rumänska kronorden (StOffRumKrO)
- 1. klass av Estniska Frihetskorset (EFrK1kl)
- Riddare av 2. klass av Ryska Sankt Stanislaus-orden (RRS:tStO2kl)
- Riddare av 3. klass av Preussiska Röda örns orden (RPrRÖO3kl)
- Riddare av Spanska Carl III:s orden (RSpCIII:sO)